# Le Vieil-Baugé
Vieil-Baugé là một xã trong vùng hành chính Pays de la Loire, thuộc tỉnh Maine-et-Loire, quận Saumur, tổng Baugé. Tọa độ địa lý của xã là 47° 31' vĩ độ bắc, 00° 07' kinh độ đông. Vieil-Baugé nằm trên độ cao trung bình là 52 mét trên mực nước biển, có điểm thấp nhất là 27 mét và điểm cao nhất là 89 mét. Xã có diện tích 28,63 km², dân số vào thời điểm 1999 là 1252 người; mật độ dân số là 44 người/km².

## Thông tin nhân khẩu
| 1962  | 1968  | 1975  | 1982  | 1990  | 1999  |
| ----- | ----- | ----- | ----- | ----- | ----- |
| 1.135 | 1.143 | 1.093 | 1.098 | 1.172 | 1.252 |